# 埃登羅克 (夏威夷州)
埃登羅克（英語：Eden Roc）是位於美國夏威夷州夏威夷縣的一個人口普查指定地區。

## 地理
埃登羅克的座標為19°29′40″N 155°06′20″W / 19.49444°N 155.10556°W，而該地最高點為海拔高度545米（即1788英尺）。

## 人口
根據2010年美國人口普查的數據，埃登羅克的面積為16.60平方千米，均為陸地。當地共有人口942人，而人口密度為每平方千米56人。